# Mstyczów (gromada)
Mstyczów – dawna gromada, czyli najmniejsza jednostka podziału terytorialnego Polskiej Rzeczypospolitej Ludowej w latach 1954–1972.
Gromady, z gromadzkimi radami narodowymi (GRN) jako organami władzy najniższego stopnia na wsi, funkcjonowały od reformy reorganizującej administrację wiejską przeprowadzonej jesienią 1954 do momentu ich zniesienia z dniem 1 stycznia 1973, tym samym wypierając organizację gminną w latach 1954–1972.
Gromadę Mstyczów z siedzibą GRN w Mstyczowie utworzono – jako jedną z 8759 gromad na obszarze Polski – w powiecie jędrzejowskim w woj. kieleckim, na mocy uchwały nr 13b/54 WRN w Kielcach z dnia 29 września 1954. W skład jednostki weszły obszary dotychczasowych gromad Mstyczów, Czepiec, Przełaj i Białowieża, ponadto kolonia Podsadek z dotychczasowej gromady Jeżów oraz osiedle Wojciechów z dotychczasowej gromady Krzelów-Parcelacja (Krzelów-Folwark) ze zniesionej gminy Mstyczów w tymże powiecie. Dla gromady ustalono 19 członków gromadzkiej rady narodowej.
31 grudnia 1961 do gromady Mstyczów przyłączono wsie Klimontów, Lipie i Klimontówek oraz kolonie Las Klimontowski, Dębowa Góra, Laskowa i Skorupków ze zniesionej gromady Klimontów.
1 stycznia 1969 do gromady Mstyczów przyłączono wsie Bugaj, Czekaj, Krzelów i Wydanka ze zniesionej gromady Tarnawa.

Gromada przetrwała do końca 1972 roku, czyli do kolejnej reformy gminnej.